# Ганс Нюсляйн
Ганс Нюсляйн (нім. Hans Nüsslein; 31 березня 1910 — 28 червня 1991) — колишній німецький тенісист.
Найвищу одиночну позицію світового рейтингу — 1 місце досяг 1933 року (за даними Рея Бауерса).
Здобув 27 одиночних титулів.
Завершив кар'єру 1957 року.

## Фінали основних турнірів

### Турніри Про-Слем

#### Одиночний розряд: 9 (5/4)
| Результат | Рік  | Турнір      | Покриття | Суперник      | Рахунок                 |
| --------- | ---- | ----------- | -------- | ------------- | ----------------------- |
| Поразка   | 1932 | U.S. Pro    | Ґрунт    | Карел Кожелуг | 2–6, 3–6, 5–7           |
| Перемога  | 1933 | World Pro   | Ґрунт    | Білл Тілден   | 1–6, 6–4, 7–5, 6–3      |
| Перемога  | 1934 | U.S. Pro    | Ґрунт    | Карел Кожелуг | 6–4, 6–2, 1–6, 7–5      |
| Поразка   | 1934 | Wembley Pro | Закритий | Елсворт Вайнс | 6–4, 5–7, 3–6, 6–8      |
| Поразка   | 1935 | French Pro  | Ґрунт    | Елсворт Вайнс | 8–10, 4–6, 6–3, 1–6     |
| Перемога  | 1937 | French Pro  | Ґрунт    | Анрі Коше     | 6–2, 8–6, 6–3           |
| Перемога  | 1937 | Wembley Pro | Закритий | Білл Тілден   | 6–3, 3–6, 6–3, 2–6, 6–2 |
| Перемога  | 1938 | French Pro  | Ґрунт    | Білл Тілден   | 6–0, 6–1, 6–2           |
| Поразка   | 1939 | Wembley Pro | Закритий | Дон Бадж      | 11–13, 6–2, 4–6         |